# Pavlics Irén
Pavlics Irén, szlovénül Irena Pavlič, férjezett neve Boros Józsefné (Rábatótfalu, 1934. november 15. – Budapest, 2022. február 2. vagy előtte) magyarországi szlovén újságíró, író, a Szlovén Nemzetiségi Önkormányzat egyik munkatársa, a Porabje újság szerkesztője.
Szentgotthárd mellett született (szülőfaluja ma a város része). 1956-ban diplomázott a szegedi főiskola tanári szakán és 1972-ig az apátistvánfalvai általános iskolában tanított. 1990-ig a főreferense volt a Magyarországi Délszlávok Demokratikus Szövetségé-nek Budapesten. 1990-től az újonnan létrejött Magyarországi Szlovének Szövetségé-nek titkárnője lett, ahonnét nyugdíjba is vonult.
Újságíróként a magyarországi délszlávok közös lapjába a Narodne Novine-ba írt cikkeket a szocialista rendszerben, ugyanakkor a szintén többnyelvű Narodni kalendar szerkesztője volt. 1986-tól a Slovenski koledar-ban kezdett el működni, majd a Porabje egyik cikkírója lett.

## Főbb művei
- Manjšinski zakon na Madžarskem (Nemzetiségi szövetség Magyarországon)
- Moji spomini na Števanovce (Emlékeim Apátistvánfalváról)